# ایستگاه متروی ریجنتز پارک
ایستگاه متروی ریجنتز پارک یک ایستگاه از خط بیکرلو و از خطوط متروی لندن است که در نزدیکیپارک رجنت قرار دارد و در ۱۰ مارس ۱۹۰۶افتتاح شده‌است.

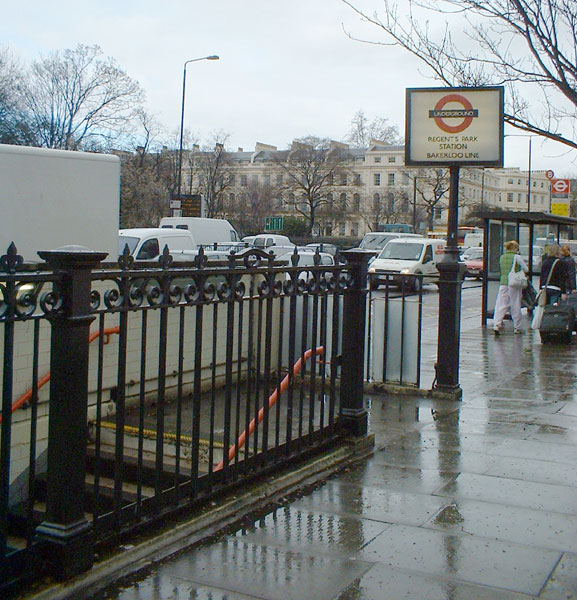

چرینگ
1. 1 2 3 4  "Multi-year station entry-and-exit figures" (XLS). London Underground station passenger usage data. Transport for London. June 2015. Retrieved 20 June 2015.